# Kematen in Tirol
Kematen in Tirol è un comune austriaco di 2 834 abitanti nel distretto di Innsbruck-Land, in Tirolo.